# Avanti! (jornal)
Avanti! foi o diário histórico do Partido Socialista Italiano (PSI). A primeira edição saiu em Roma no dia 25 de dezembro 1896, sendo inicialmente dirigido por Bissolati. O nome foi reutilizado por vários jornais, incluindo o atual Avanti, órgão online do renascido PSI, ao qual foi cedido a propriedade e o uso exclusivo do titulo original encerado em 1994.
Em 1911 a sede do jornal foi transferido para Milão. O Avanti! mantinha uma forte campanha para a neutralidade absoluta na Primeira Guerra Mundial. O jornal marxista, porém, argumentou em favor da intervenção, sob a pressão de seu diretor Benito Mussolini, que depois viria a fundar o fascismo. Por esta razão, Mussolini pediu à direção nacional do partido para apoiar a sua linha de outra forma iria apresentar a sua demissão: ele renunciou ao cargo no dia seguinte, deixando depois o Partido Socialista. 